# Conseil départemental de la Haute-Saône
Administration
Caractéristiques
Présidence
Structure
Élection
Fonctionnement
Le conseil départemental de la Haute-Saône est l'assemblée délibérante du département français de la Haute-Saône, collectivité territoriale décentralisée. Son siège se trouve à Vesoul. L'assemblée départementale est présidée depuis 2025 par le socialiste Laurent Seguin.
Le 2 avril 2015, le conseil général de Haute-Saône est renommé conseil départemental.

### Liste des présidents

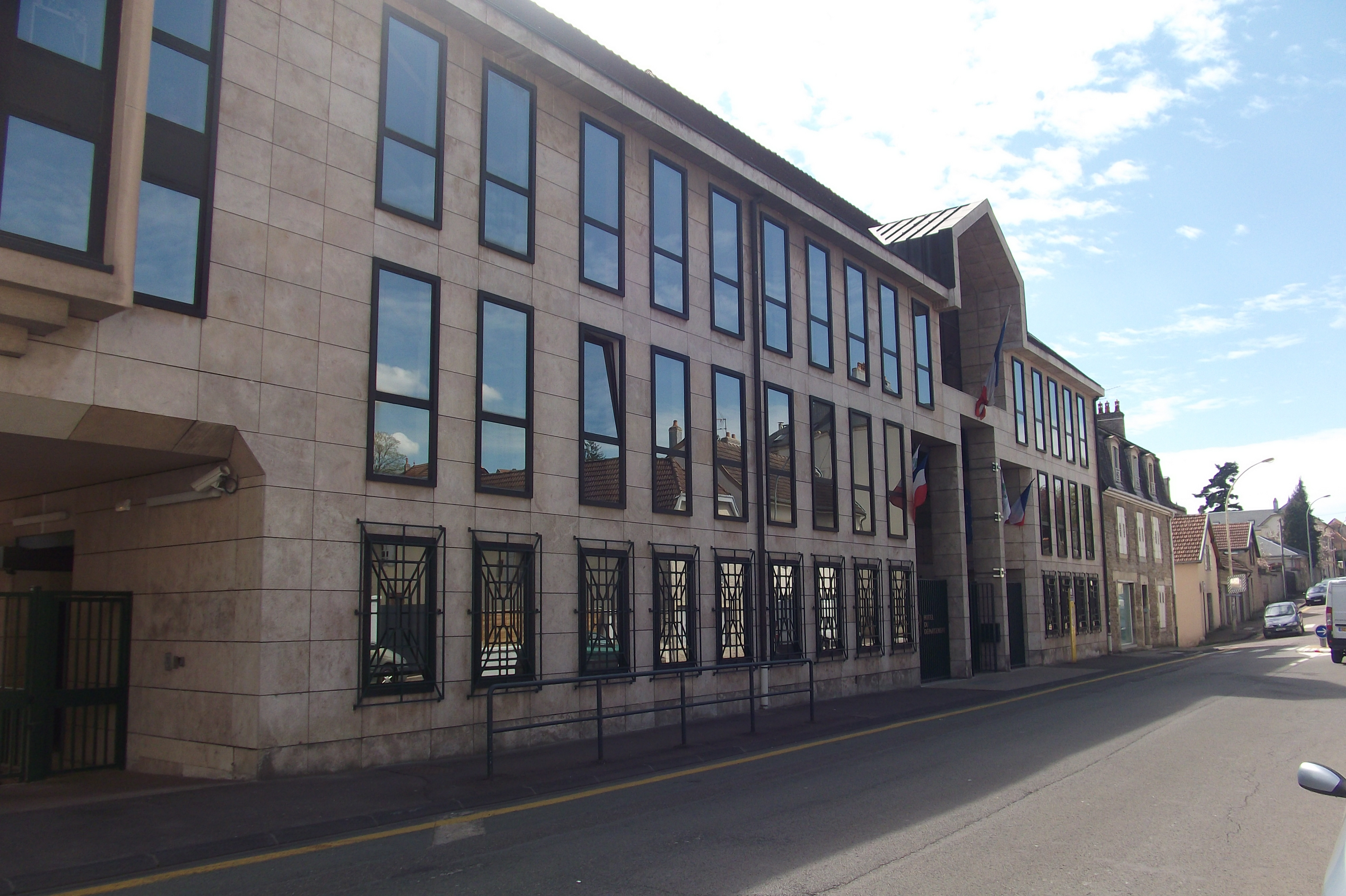
Le siège du Conseil départemental à Vesoul.

## Élus

### Liste des vice-présidents
Les vice-présidents du nouveau conseil départemental ont été élus le 10 février 2025

### Liste des conseillers départementaux
Le conseil général de la Haute-Saône comprend 34 conseillers départementaux issus des 17 cantons de la Haute-Saône.
| Canton                           | Conseillers départementaux                    |
| -------------------------------- | --------------------------------------------- |
| Canton de Dampierre-sur-Salon    | Alain Blinette et Fabienne Richardot          |
| Canton de Gray                   | Serge Toulot et Claudy Chauvelot-Duban        |
| Canton de Héricourt 1            | Jean-Jacques Sombsthay et Marie-Claire Faivre |
| Canton de Héricourt 2            | Fernand Burkhalter et Martine Pequignot       |
| Canton de Jussey                 | Olivier Rietmann et Corinne Bonnard           |
| Canton de Lure 1                 | Raoul Juif et Mireille Lab                    |
| Canton de Lure 2                 | Robert Morlot et Isabelle Arnould             |
| Canton de Luxeuil-les-Bains      | Frédéric Burghard et Valérie Haenel           |
| Canton de Marnay                 | Jean-Claude Gay et Catherine Lind             |
| Canton de Mélisey                | Laurent Seguin et Sylvie Coutherut            |
| Canton de Port-sur-Saône         | Jean-Paul Mariot et Christelle Rigolot        |
| Canton de Rioz                   | Hervé Béliard et Edwige Eme                   |
| Canton de Saint-Loup-sur-Semouse | Pierre Despoulain et Nadine Bathelot          |
| Canton de Scey-sur-Saône         | Hervé Pulicani et Carmen Friquet              |
| Canton de Vesoul 1               | Thomas Oudot et Sylvie Maniere                |
| Canton de Vesoul 2               | Benoit Thomassin et Marie-Dominique Aubry     |
| Canton de Villersexel            | Gérard Pelleteret et Sabrina Fleurot          |

## Assemblée départementale

Composition politique des cantons de la Haute-Saône en 2021

|                                    |       |       |      |                                |
| Président du Conseil départemental |       |       |      |                                |
| Laurent Seguin (PS)                |       |       |      |                                |
| Parti                              | Sigle | Sigle | Élus | Groupes                        |
| Majorité (20 sièges)               |       |       |      |                                |
| Divers gauche                      |       | DVG   | 13   | Élus de gauche et républicains |
| Parti socialiste                   |       | PS    | 6    | Élus de gauche et républicains |
| Parti radical de gauche            |       | PRG   | 1    | Élus de gauche et républicains |
| Opposition (14 sièges)             |       |       |      |                                |
| Divers droite                      |       | DVD   | 8    | Avec vous pour la Haute-Saône  |
| Les Républicains                   |       | LR    | 6    | Avec vous pour la Haute-Saône  |

## Identité visuelle

Logo de la Haute-Saône (conseil général) de [Quand ?] à 2015
Logo de la Haute-Saône (conseil départemental) depuis 2015